# Pacelli-Palais

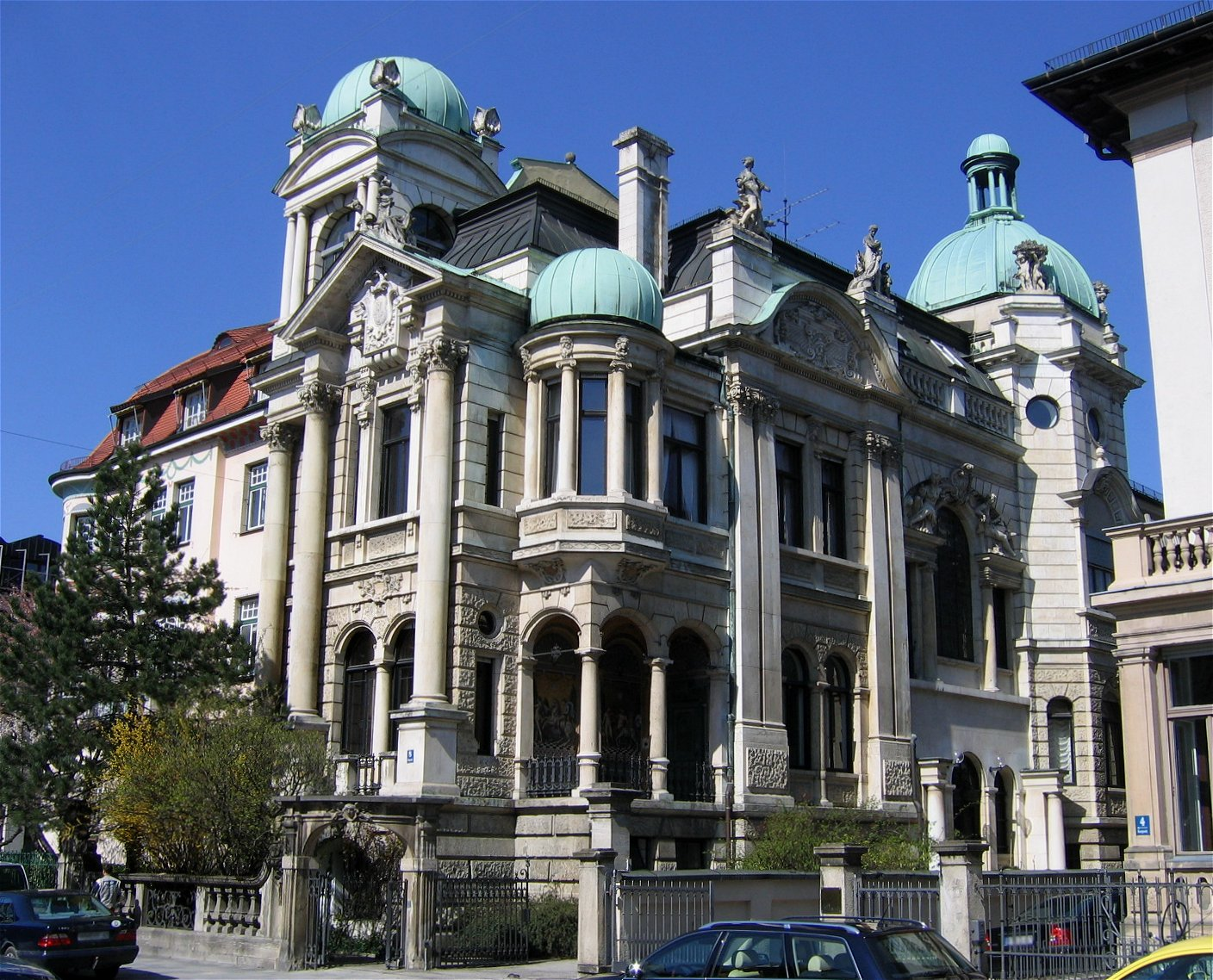
Das Pacelli-Palais in München-Schwabing

Das Pacelli-Palais ist ein ehemaliges großbürgerliches Wohnhaus in München-Schwabing, Georgenstraße 8, und steht unter Denkmalschutz.

## Architektur und Gestaltung
Die Villa wurde 1880–1881 von Joseph Hölzle erbaut, der auch den durchgreifenden Umbau im Stil des Neubarocks 1900/1901 realisierte. Das Gebäude ist in der Art eines Doppelhauses an das gleichzeitig errichtete und 1902 ebenfalls veränderte Palais Bissing (Georgenstraße 10) angebaut. Die Architektur ist geprägt durch drei Kuppeln und die malerische, reich gegliederte Fassade, die aufwändig gestaltet ist: Hier findet sich neben Skulpturen von H. Schneider auch eine Loggia mit großformatigen Mosaiken.